# Chaperia acanthina
Chaperia acanthina är en mossdjursart som först beskrevs av Jean Vincent Félix Lamouroux 1824.  Chaperia acanthina ingår i släktet Chaperia och familjen Chaperiidae. Inga underarter finns listade i Catalogue of Life.